# Vale tudo
Vale Tudo (portugalsko za vse velja) je slog golorokega bojevanja, kjer so dovoljeni udarci z rokami in nogami, meti, davljenja, ključi in vzvodi. Čeprav izvira Vale Tudo iz Brazilije, so se že prej ali vzporedno razvijali podobni borilni športi tudi na Japonskem, v Grčiji in Rusiji.

## Vale Tudo v Sloveniji
V Sloveniji se je med prvimi začel ukvarjati z Vale Tudom Adel Ayari, ki je v tej disciplini tudi med prvimi tekmoval v tujini. Prvi klubi, ki so se posvetili izključno poučevanju Vale Tuda so bili Vale Tudo klub Ljubljana, Vale tudo klub Velenje in Vale Tudo klub Celje. V Ljubljani sta poučevala dolga leta Matjaž Hrovat in Simon Zajc, v Velenju Robert Lisac in v Celju Gregor Strakl. Kasneje je klub v Ljubljani prevzel Miha Utroša.
Najboljši Vale Tudo borec v Sloveniji je trenutno (2007) Dalibor Anastasov, ki se je sprva učil Vale tuda pri Hrovatu in Zajcu, kasneje pa je ustanovil svoje društvo. Od leta 2002 pa v ZDA dobre rezultate dosega Gregor Strakl na področju tekmovanj in treniranja. Trenutno je glavni inštruktor pri MMA Jacked v San Franciscu, kjer poučuje in trenira.